# Holland Cup 2010/2011
De Holland Cup 2010/2011 was het eerste seizoen van deze door de KNSB georganiseerde serie wedstrijden. Het toernooi gold ook als plaatsingswedstrijd voor diverse andere nationale wedstrijden.

## Wedstrijden
| Wedstrijd              | Data                | IJsbaan                   | Plaats    | Extra belang                                                           |
| ---------------------- | ------------------- | ------------------------- | --------- | ---------------------------------------------------------------------- |
| Holland Cup 1          | 21-23 oktober 2010  | Kardinge                  | Groningen | Plaatsing NK afstanden 2011                                            |
| Holland Cup 2          | 20-21 november 2010 | Ireen Wüst IJsbaan        | Tilburg   | Plaatsing Utrecht City Bokaal, Kraantje Lek Trofee en Eindhoven Trofee |
| Holland Cup 3          | 15-16 januari 2011  | De Westfries              | Hoorn     | Geen extra belang                                                      |
| Holland Cup 4          | 26-27 februari 2011 | IJssportcentrum Eindhoven | Eindhoven | Plaatsing NK neo-senioren 2011                                         |
| Holland Cup 5 (finale) | 4-6 maart 2011      | IJsbaan Twente            | Enschede  | Plaatsing NK Afstanden 2012                                            |

## Winnaars

### Mannen
| Wedstrijd              | 500 meter                   | Tijd                    | 1000 meter    | Tijd          | 1500 meter     | Tijd         | 5000 meter     | Tijd           | Ploegenachtervolging  |
| ---------------------- | --------------------------- | ----------------------- | ------------- | ------------- | -------------- | ------------ | -------------- | -------------- | --------------------- |
| Holland Cup 1          | Hein Otterspeer             | 72.560 (36,38 en 36,18) | Koen Verweij  | 1.11,47       | Renz Rotteveel | 1.50,36      | Rob Hadders    | 6.38,70        | niet op het programma |
| Holland Cup 2          | Lars Elgersma Michel Mulder | 36,81                   | Pim Schipper  | 1.12,90       | Tim Roelofsen  | 1.51,99      | Thom van Beek  | 6.46,83        | niet op het programma |
| Holland Cup 3          | Michel Mulder               | 72.800 (36,67 en 36,13) | Lars Elgersma | 1.11,08       | Ben Jongejan   | 1.52,90      | Bob de Jong    | 6.33,13        | niet op het programma |
| Holland Cup 4          | Ronald Mulder               | 36,25                   | Lars Elgersma | 1.11,54       | Pim Cazemier   | 1.52,86      | Mark Ooijevaar | 6.49,12        | niet op het programma |
| Holland Cup 5 (finale) | Pim Schipper                | 36,4836,30              | Lars Elgersma | 1.11,81       | Renz Rotteveel | 1.51,32      | Mark Ooijevaar | 6.35,83        | APPM                  |
| Eindklassement         | Lars Elgersma               | Lars Elgersma           | Lars Elgersma | Lars Elgersma | Ben Jongejan   | Ben Jongejan | Mark Ooijevaar | Mark Ooijevaar | niet van toepassing   |

### Vrouwen
| Wedstrijd              | 500 meter      | Tijd                    | 1000 meter         | Tijd          | 1500 meter         | Tijd               | 3000 meter             | Tijd                   | Ploegenachtervolging  |
| ---------------------- | -------------- | ----------------------- | ------------------ | ------------- | ------------------ | ------------------ | ---------------------- | ---------------------- | --------------------- |
| Holland Cup 1          | Anice Das      | 81.220 (40,76 en 40,46) | Roxanne van Hemert | 1.20,16       | Marije Joling      | 2.03,69            | Marrit Leenstra        | 4.16,29                | niet op het programma |
| Holland Cup 2          | Mayon Kuipers  | 40,23                   | Diane Valkenburg   | 1.21,51       | Janneke Ensing     | 2.06,98            | Diane Valkenburg       | 4.25,12                | niet op het programma |
| Holland Cup 3          | Thijsje Oenema | 81.450 (41,01 en 40,44) | Ingeborg Kroon     | 1.19,32       | Roxanne van Hemert | 2.06,92            | Janneke Ensing         | 4.28,43                | niet op het programma |
| Holland Cup 4          | Mayon Kuipers  | 40,05                   | Sophie Nijman      | 1.19,92       | Yvonne Nauta       | 2.05,09            | Annouk van der Weijden | 4.33,09                | niet op het programma |
| Holland Cup 5 (finale) | Anice Das      | 39,6539,69              | Sophie Nijman      | 1.19.12       | Yvonne Nauta       | 2.03,01            | Yvonne Nauta           | 4.15,13                | Team Anker            |
| Eindklassement         | Mayon Kuipers  | Mayon Kuipers           | Sophie Nijman      | Sophie Nijman | Roxanne van Hemert | Roxanne van Hemert | Annouk van der Weijden | Annouk van der Weijden | niet van toepassing   |

2010/2011 · 
2011/2012 · 
2012/2013 · 
2013/2014 · 
2014/2015 · 
2015/2016 · 
2016/2017 · 
2017/2018 · 
2018/2019 · 
2019/2020 · 
2020/2021 · 
2021/2022 · 
2022/2023 · 
2023/2024 · 
2024/2025